# Pechina
Pechina – gmina w Hiszpanii, w prowincji Almería, w Andaluzji, o powierzchni 40,06 km². W 2011 roku gmina liczyła 3746 mieszkańców.